# Kijuro Shidehara
Kijuro Shidehara (13 de setembro de 1872 — 10 de março de 1951) foi um diplomata e político do Japão. Ocupou o lugar de primeiro-ministro do Japão de 8 de outubro de 1945 a 20 de maio de 1946. Foi embaixador nos Países Baixos e nos Estados Unidos.

## Primeiro mandato como Ministro das Relações Exteriores
Em 1924, Shidehara tornou-se Ministro das Relações Exteriores no gabinete do primeiro-ministro Katō Takaaki e continuou neste cargo sob os primeiros-ministros Wakatsuki Reijirō e Osachi Hamaguchi. Apesar do crescente militarismo japonês, Shidehara tentou manter uma política não intervencionista em relação à China e boas relações com a Grã-Bretanha e os Estados Unidos, que ele admirava. Em seu discurso inicial à Dieta do Japão, ele prometeu defender os princípios da Liga das Nações.
O termo "diplomacia Shidehara" passou a descrever a política externa liberal do Japão durante a década de 1920. Em outubro de 1925, ele surpreendeu outros delegados da Conferência Aduaneira de Pequim ao pressionar por um acordo com as demandas da China por autonomia tarifária. Em março de 1927, durante o Incidente de Nanquim, ele se recusou a concordar com um ultimato preparado por outras potências estrangeiras ameaçando retaliação pelas ações das tropas do Kuomintang de Chiang Kai-shek por seus ataques a consulados e assentamentos estrangeiros.
O descontentamento dos militares com as políticas de Shidehara para a China foi um dos fatores que levaram ao colapso da administração do primeiro-ministro Wakatsuki em abril de 1927. Durante sua carreira diplomática, Shidehara era conhecido por seu excelente domínio da língua inglesa. Em uma coletiva de imprensa, um repórter americano ficou confuso sobre a pronúncia do nome de Shidehara: o ministro das Relações Exteriores respondeu: "Eu sou Hi(he)-dehara, e minha esposa é Shi(she)-dehara". Como sua esposa era quacre, havia rumores de que Shidehara também era.

## Segundo mandato como Ministro das Relações Exteriores
Shidehara retornou como ministro das Relações Exteriores em 1929 e imediatamente retomou a política não intervencionista na China, tentando restaurar boas relações com o governo de Chiang Kai-shek, agora baseado em Nanjing. Essa política foi atacada por interesses militares que acreditavam que ela estava enfraquecendo o país, especialmente após a conclusão da Conferência Naval de Londres em 1930, que precipitou uma grande crise política.
Quando o primeiro-ministro Osachi Hamaguchi foi gravemente ferido em uma tentativa de assassinato, Shidehara serviu como primeiro-ministro interino até março de 1931. Em setembro de 1931, o Exército Kwantung invadiu e ocupou a Manchúria no Incidente da Manchúria sem autorização prévia do governo central. Isso efetivamente encerrou a política não intervencionista em relação à China e a carreira de Shidehara como ministro das Relações Exteriores. Em outubro de 1931, Shidehara foi destaque na capa da Time com a legenda "Homem de Paz e Guerra do Japão".  Shidehara permaneceu no governo como membro da Câmara dos Pares de 1931 a 1945. Ele manteve um perfil discreto até o final da Segunda Guerra Mundial.

## Como primeiro-ministro
Na época da rendição do Japão em 1945, Shidehara estava em semi-aposentadoria. No entanto, em grande parte por causa de sua reputação pró-americana, ele foi nomeado para servir como o primeiro primeiro-ministro do Japão no pós-guerra, de 9 de outubro de 1945 a 22 de maio de 1946. Junto com o cargo de primeiro-ministro, Shidehara tornou-se presidente do Partido Progressista (Shinpo-tō).
O gabinete de Shidehara nomeou um comitê não oficial para analisar a questão da elaboração de uma nova constituição para o Japão de acordo com as diretrizes políticas do general Douglas MacArthur, mas o projeto foi vetado pelas autoridades de ocupação. De acordo com MacArthur e outros, foi Shidehara quem originalmente propôs a inclusão do Artigo 9 da Constituição do Japão, uma disposição que limita a capacidade do Japão de travar uma guerra. Shidehara, em suas memórias Gaikō gojūnen ("Diplomacia de Cinquenta Anos", 1951) também admitiu sua autoria e descreveu como a ideia surgiu em uma viagem de trem para Tóquio. Já quando era embaixador em Washington, ele se familiarizou com a ideia de "proibir a guerra" no direito internacional e constitucional. Um de seus famosos ditados foi: "Vamos criar um mundo sem guerra (sensō naki sekai) junto com o mundo-humanidade (sekai jinrui)".
No entanto, suas supostas políticas econômicas conservadoras e laços familiares com os interesses da Mitsubishi o tornaram impopular com o movimento de esquerda. O gabinete Shidehara renunciou após a primeira eleição do pós-guerra no Japão, quando o Partido Liberal do Japão conquistou a maioria dos votos. Shigeru Yoshida tornou-se primeiro-ministro na esteira de Shidehara. Shidehara ingressou no Partido Liberal um ano depois, depois que o primeiro-ministro Tetsu Katayama formou um governo socialista. Como um dos críticos mais severos de Katayama, Shidehara foi eleito presidente da Câmara dos Representantes. Ele morreu neste cargo em 1951.